# 浮世満理子
浮世 満理子（うきよ まりこ、1964年1月28日 - ）は、日本のメンタルトレーナー、プロフェッショナル心理カウンセラー、日本の実業家。一般社団法人全国心理業連合会の代表理事を務め、また株式会社アイディアヒューマンサポートサービスの代表取締役を務める。

## 概要
アメリカ合衆国のカリフォルニア州にて心理学を学び、帰国後にフリーランスの心理カウンセラーとして活動開始。2000年に株式会社アイディアカウンセリングセンター（2006年に株式会社アイディアヒューマンサポートサービスに名称変更）を設立した。2004年の 全日本学生体操競技選手権大会および、全日本体操競技選手権大会において、日本体育大学体操部でメンタルトレーナーを担当。2005年にプロテニスプレーヤーの岩渕聡のメンタルトレーナーを担当。他にも、2008年北京オリンピックで日本代表選手である井村久美子やプロゴルファーの上田桃子など、日本プロサッカーリーグ加盟のプロサッカークラブであるベガルタ仙台などのアスリートをメンタルトレーナーとして担当。2010年に一般社団法人全国心理業連合会の理事として加入、2012年に同協会の代表理事に就任した。
また、2018年に一般社団法人全国SNSカウンセリング協議会の常務理事に就任した。
また、被災地のボランティアとして、1995年阪神・淡路大震災、2000年三宅島噴火災害、2001年アメリカ同時多発テロ事件、2011年東日本大震災にて活動を行っている。

## 経歴
- 1964年 （昭和39年）大阪府で生まれ育つ。[8]
- 1987年 （昭和62年） アメリカ合衆国のカリフォルニア州にて心理学カウンセリングを学ぶ
- 1993年 （平成5年）大阪市西区に個人事務所を起業し心理カウンセラーとして活動をはじめる
- 2000年 （平成12年）株式会社アイディアカウンセリングセンター設立
- 2002年 （平成14年）日本文化振興会より国際アカデミー賞を受賞
- 2003年 （平成15年）国際学士院大学の客員教授に就任。
- 2004年 （平成16年）日本体育大学のメンタルトレーナーを担当[1]
- 2006年 （平成18年）株式会社アイディアカウンセリングセンターから 現名称である、株式会社アイディアヒューマンサポートサービスに名称を変更[1]
- 2006年 （平成18年）日本のプロテニスプレーヤー 岩渕聡のメンタルトレーナーを担当[1][2]
- 2008年 （平成20年）2008年北京オリンピック体操競技 日本代表選手団のメンタルトレーナーを担当
- 2009年 （平成21年）アイディアメンタルトレーニングセンター所属 井村久美子のメンタルトレーナーを担当[9]
- 2011年 （平成23年）女子プロゴルファー 上田桃子のメンタルトレーナーを担当
- 2012年 （平成24年）一般社団法人全国心理業連合会 代表理事に就任[1]
- 2012年 （平成24年）一般社団法人日本メンタルトレーナー協会 理事に加入[10]
- 2013年 （平成25年）電通こころラボが実施する「日本人の幸福度調査」に専門家として参加[11]
- 2014年 （平成26年）電通こころラボと電通マクロミルインサイトと共同で心理カウンセラーがグループインタビューに関与する「カウンセリング・グルイン」を開発[12]
- 2015年 （平成27年）日本プロサッカーリーグ加盟 プロサッカークラブ ベガルタ仙台のメンタルトレーナーを担当[4]
- 2018年 （平成30年）日本労働組合総連合会 神津里季生会長と若者や働く人の自殺対策について対談する[13]
- 2018年 （平成30年）全国SNSカウンセリング協議会 の常務理事に就任
- 2018年 （平成30年）厚生労働省 若者に向けた効果的な自殺対策推進事業（調査研究事業）ＳＮＳ相談事業ガイドライン案作成作業部会委員[14]
- 2019年 （令和元年）文部科学省 2019年度「SNS等を活用した相談体制の在り方に関する調査研究」運営委員会委員

## 著書
- 『あなたも20代、30代で心理カウンセラーになれる』BABジャパン (1997/8/1) ISBN 4-894222-48-5
- 『自信がでる。絶対就職。　面接で「あなたらしさ」を確実にアピールできる！』別冊宝島 (2000/6) ISBN 978-4-7966-9510-7
- 『恋愛セラピー―心理テスト&心理カウンセリング』ゴマブックス (2001/1/1) ISBN 4-907710-73-9
- 『こ・こ・ろカウンセラー浮世満理子の日々―自分の、人のこころに触れたい人へ』BABジャパン (2002/10) ISBN 4-894225-29-8
- 『「心がつかれた人」のためにあなたができること』あさ出版 (2005/4/21) ISBN 4-860631-02-1
- 『成功と目標達成のための実践的思考法』秀和システム (2006/8/10) ISBN 4-798014-10-9
- 『プロカウンセラーのコミュニケーションが上手になる技術』あさ出版  (2008/6/11) ISBN 4-860632-85-0
- 『こ・こ・ろカウンセラー浮世満理子の日々―続・あなたも20代、30代で心理カウンセラーになれる』BABジャパン (2009/02) ISBN 4-862204-15-5
- 『絶対に消えないやる気の起こし方』実業之日本社 (2010/4/16) ISBN 4-408452-68-8
- 『家族、友人、自分が 「うつかな?」と思ったとき読む本』あさ出版 (2011/4/25) ISBN 4-860633-79-2
- 『Happyポジティブプロファイリングbook Tokyo News Mook』東京ニュース通信社(2012/3) ISBN 4-863362-17-X
- 『恋愛を制する女子は仕事もキレイも右肩上がり -恋愛力トレーニングbook-Tokyo News Mook』東京ニュース通信社(2012/12) ISBN 4-863362-77-3
- 『スポーツで120%の力を出す! メンタル強化メソッド45』実業之日本社 (2013/2/28) ISBN 4-408454-07-9
- 『一度でも悩んだことのある人はきっと素晴らしい心理カウンセラーになれる 「あなたも20代、30代で心理カウンセラーになれる」』BABジャパン (2013/3/8) ISBN 4-862207-48-0
- 『子どもの可能性を120%引き出す!』実業之日本社 (2014/8/28) ISBN 4-408455-10-5
- 『メンタルトレーナーをめざす人がはじめに読む本 スポーツジャーナリスト・義田貴士の挑戦に学べ!』 BABジャパン (2014/11/18) ISBN 4-862208-71-1
- 『テニス　メンタル強化メソッド』実業之日本社 (2015/5/16) ISBN 4-408455-55-5
- 『チームを120%強くする！メンタル強化メソッド50』実業之日本社 (2015/6/11) ISBN 4-408455-51-2
- 『一流アスリートが実践! 自分を操るメンタル強化法』実業之日本社 (2016/9/28) ISBN 4-408456-11-X
- 『やる気を120%引き出す! メンタル強化メソッド』実業之日本社 (2017/1/27) ISBN 4-408456-32-2
- 『「マイペース」が引き出す可能性　～常に自分らしくいられる簡単メソッド～』講談社 (2018/11/9)（監修のみ） ISBN 978-4065132760
- 『LINE上手　ビジネス・私生活で相手の心理をつかむ！』徳間書店（2019/8/30）ISBN 978-4-19-864741-4